# Red Nichols

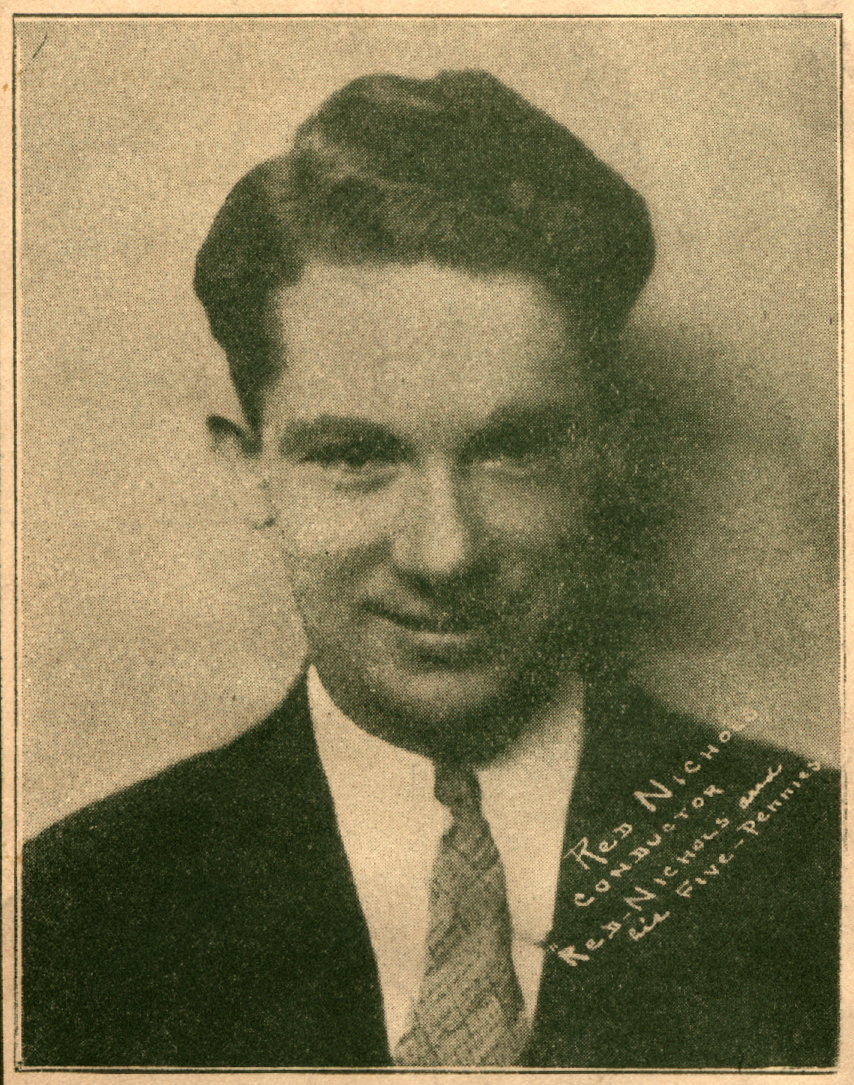
Red Nichols (1905–1965).

Ernest Loring „Red“ Nichols (* 8. Mai 1905 in Ogden, Utah; † 28. Juni 1965 in Las Vegas, Nevada) war ein US-amerikanischer Jazzmusiker, Kornettist und Trompeter. Nichols gehört zu den herausragenden Vertretern des Chicago-Jazz. Seine Spielweise war von der Bix Beiderbeckes beeinflusst, mit dem er stets verglichen wurde. In der Tat war er während der 1920er Jahre einer der wenigen Kornettisten, die es bezüglich Stil, Phrasierung und lyrischer Ausdrucksstärke mit Beiderbecke aufnehmen konnten.

## Leben und Wirken
Nichols, der wegen seiner roten Haare „Red“ genannt wurde, bekam durch seinen Vater, einen Musiklehrer, eine umfassende musikalische Ausbildung. Nach ersten Anfängen mit der Tanzband The Syncopating Five aus dem Mittelwesten, zog er 1923 nach New York. Im Laufe der 1920er Jahre wirkte er an über 4000 Plattenaufnahmen mit, u. a. mit den The California Ramblers. Von den zahlreichen kleinen Formationen, die er für Aufnahmen und Tourneen zusammenstellte ist Red Nichols and his Five Pennies die bekannteste, die mit dem Washboard Blues im April 1927 ihren ersten Charterfolg in den Billboard Top 30 hatte. Daneben spielte er mit Dick McDonough, Jimmy Dorsey, Miff Mole, Vic Berton u. a. in der Studioband The Charleston Chasers, die im Mai 1927 ihren ersten Hit mit Someday, Sweetheart (#19) hatten.
Mit Ida, Sweet as Apple Cider erreichte er im November Position 1 der Charts und landete einen Millionenerfolg. In seinen Bands arbeiteten unter anderen Benny Goodman, Miff Mole, Jimmy Dorsey, Jack Teagarden, Glenn Miller, Pee Wee Russell, Joe Venuti, Eddie Lang, Adrian Rollini und Gene Krupa, mit denen er u. a. den Standard Back Home Again in Indiana (1929) einspielte. Daneben spielte er auch bei The Little Ramblers und bei Sam Lanin. Mit seinen Five Pennies wirkte Nichols am 14. Januar 1930 an der Uraufführung der Neufassung von Gershwins Musical Strike Up the Band am New Yorker Broadway mit; die 78er des Titelsongs erreichte # 7 der Billboard Top 30.
In den folgenden drei Jahrzehnten leitete er Studio- und Broadway-Orchester und trat in zahlreichen Radio- und Fernsehshows auf. Zwischen 1942 und 1944 gehörte er zum Casa Loma Orchestra, bevor er seine Five Pennies wiederbelebte, mit denen er am Dixieland-Revival teilnahm.
Sein Leben wurde 1959 in stark idealisierender Weise mit Danny Kaye verfilmt (The Five Pennies), der ihm aber zu einem fulminanten Comeback verhalf.